# Wulf-Ingo Usbeck
Wulf-Ingo Usbeck (* 4. November 1943 in Berlin; † 25. April 2021 in Hohegeiß), Spitzname  Ringo, war ein deutscher Fußballspieler. Zwischen 1965 und 1967 spielte er mit Tasmania Berlin und dem 1. FC Nürnberg in der Bundesliga, wobei der Stürmer in 37 Spielen vier Tore erzielte.

## Karriere
Usbeck begann als Zehnjähriger 1954 in der Jugendmannschaft von Tasmania Berlin. 1961 wurde er mit den Junioren, durch einen 3:2-Sieg gegen Wacker 04, Berliner Pokalsieger. Lange Zeit spielte er nur in der Reservemannschaft. Am 27. Oktober 1963 debütierte er in der 1. Mannschaft beim 3:0-Sieg im Auswärtsspiel gegen den BFC Südring. In der Saison 1963/64 absolvierte er sechs Punktspiele. Er kam aber in den Spielen der Aufstiegsrunde noch nicht zum Einsatz. In der Folgesaison bestritt er bereits 19 Einsätze, in denen er sieben Tore erzielte. Er gehörte zur Saison 1965/66 dem Kader des Bundesliga-Aufsteigers Tasmania Berlin an. Bereits am 14. August 1965 (1. Spieltag), beim 2:0-Sieg im Heimspiel gegen den Karlsruher SC, erzielte er beide Tore. Mit vier Toren in 28 Spielen ist er der erfolgreichste Bundesliga-Torschütze des Vereins. Zudem bestritt er am 22. Januar 1966 in der 1. Hauptrunde des DFB-Pokals beim 1:1-Unentschieden (nach Verlängerung) im Auswärtsspiel gegen den 1. FC Köln sein erstes von vier Spielen in diesem Wettbewerb; das Wiederholungsspiel gewannen die Kölner mit 2:0 in Berlin.
Nach dem umgehenden Abstieg aus der Bundesliga wechselte Usbeck zum 1. FC Nürnberg, für den er in der Hinrunde der Saison 1966/67 neun Punktspiele und eines beim Pokal-Qualifikations-Aus am 25. Dezember 1966 mit 1:2 gegen den Altonaer FC 93, bestritt. Dabei spielte er zeitweise in der Reserverunde. Nach einer Tätlichkeit dort wurde er von der Spruchkammer des Süddeutschen Fußball-Verbands Ende März 1967 für zwei Monate gesperrt. Nach der Saison wurde er von Trainer Max Merkel ausgemustert. Merkel meinte über ihn: „Usbeck hat ein großes Auto, eine schöne Wohnung und viel Geld haben wollen – leider alles im Sitzen!“ Im Sommer 1967 trainierte er zeitweise beim Grazer AK, der ihn aber nicht verpflichten wollte. Da sich kein anderer Verein für ihn fand, verblieb er während der Meistersaison 1967/68 im Kader des Club. 
In den Spielzeiten 1968/69, 1969/70 und 1970/71 spielte er für Blau-Weiß 90 Berlin und ab 1971 nochmals für Tasmania Berlin in der Regionalliga Berlin. Mit Tasmania wurde er 1972 Berliner Vizemeister, was zur Teilnahme an der Aufstiegsrunde zur Bundesliga führte, wo Usbeck an fünf von acht Spielen teilnahm; Tasmania wurde Gruppenletzter. Von 1973 bis 1975 spielte er für den 1. FC Neukölln, mit dem er sich 1974 nicht für die 2. Bundesliga qualifizieren konnte.
Von 1975 bis 1977 war er für die Alten Herren von Hertha BSC aktiv. 1977 kehrte er wieder in den regulären Seniorenbereich zurück und spielte bis 1978 für den Nachfolgeclub der Tasmania, den SV Tasmania Berlin und von 1978 bis 1981 sogar wieder in der Oberliga für den Lichterfelder SU. In der Spielzeit 1981/82 bestritt er noch vier weitere Spiele für den SV Tasmania 73 in der Berliner Oberliga. 
Insgesamt kam Usbeck zu 188 Regionalligaspielen, in denen er 52 Tore schoss und zu 37 Bundesligaeinsätzen mit vier Toren.

## Erfolge
- Deutscher Meister 1968 (ohne Einsatz; mit dem 1. FC Nürnberg)

## Sonstiges
Wegen seiner Namensähnlichkeit mit dem Beatle Ringo Starr trug Usbeck den Spitznamen Ringo. Er wurde auch „Mastprinzeßchen“ genannt, da er angeblich viel Glück beim Kartenspiel hatte.